# Leki Aviation
 Der er for få eller ingen kildehenvisninger i denne artikel, hvilket er et problem. Du kan hjælpe ved at angive troværdige kilder til de påstande, som fremføres i artiklen.

Leki Aviation A/S er en dansk virksomhed der blev grundlagt i 1989 af Kim Krøjby. Leki beskæftiger sig med salg og distribution af flyreservedele. Lekis hovedkvarter ligger i Kastrup, lige i nærheden af Københavns Lufthavn, hvilket giver store fordele ved handel med diverse internationale flyselskaber pga. den korte afstand. Samlet set beskæftiger Leki 75 medarbejdere kloden rundt og har afdelinger i: Danmark, England, USA, Kina & Singapore.

## Historie
Kim Krøjby startede Leki i 1989 med udgangspunkt i et MD80 lot. I løbet af ganske få år fik Leki fodfæste inden for Aviationbranchen og de første store kontrakter blev lavet. Leki har fortsat sin store udvikling gennem årene og er i dag en væsentlig spiller på det europæiske marked, samt en lidt mindre i resten af verden.

## Konkurrenter
Satair